# Grotta del Nettuno

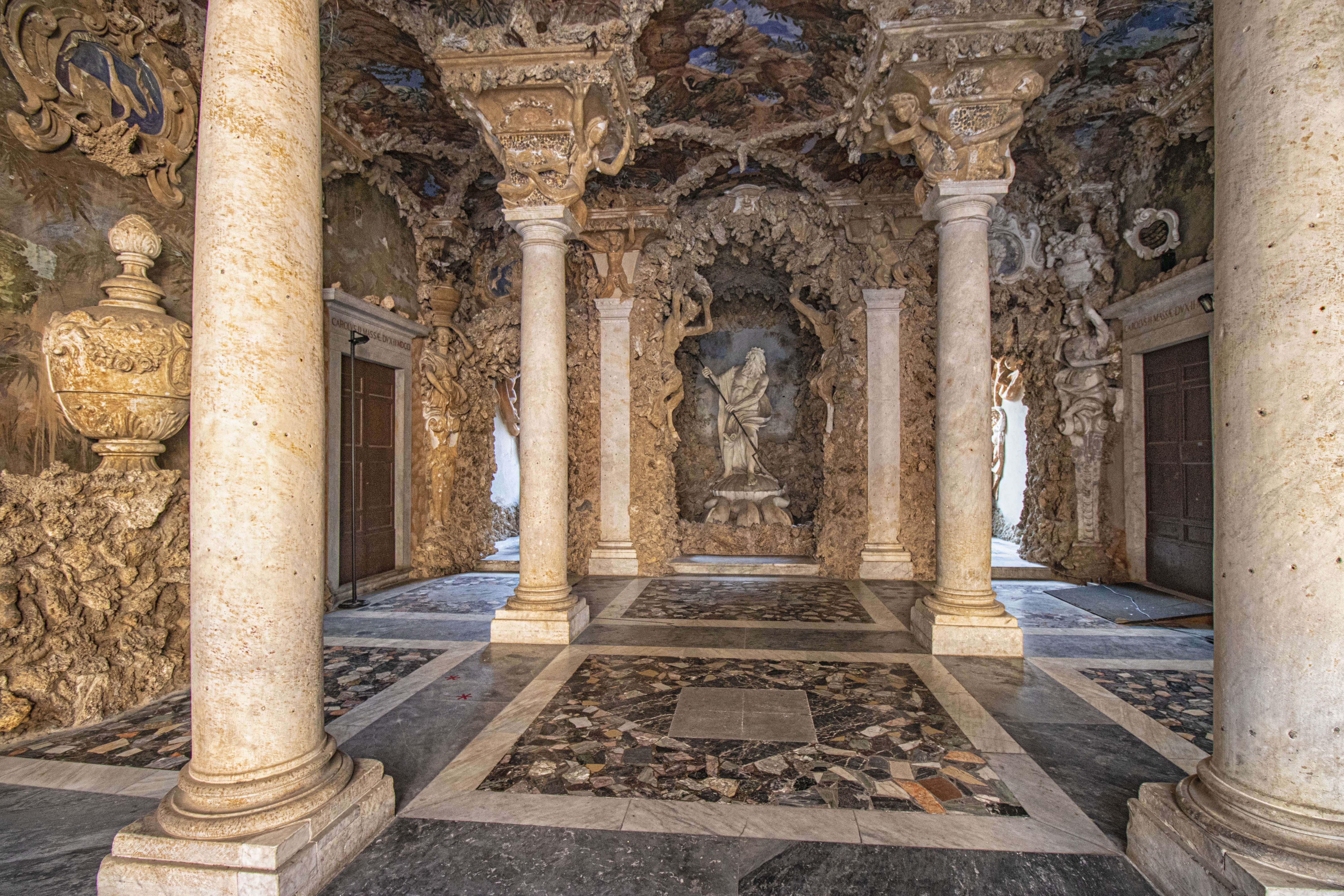
L'interno della grotta

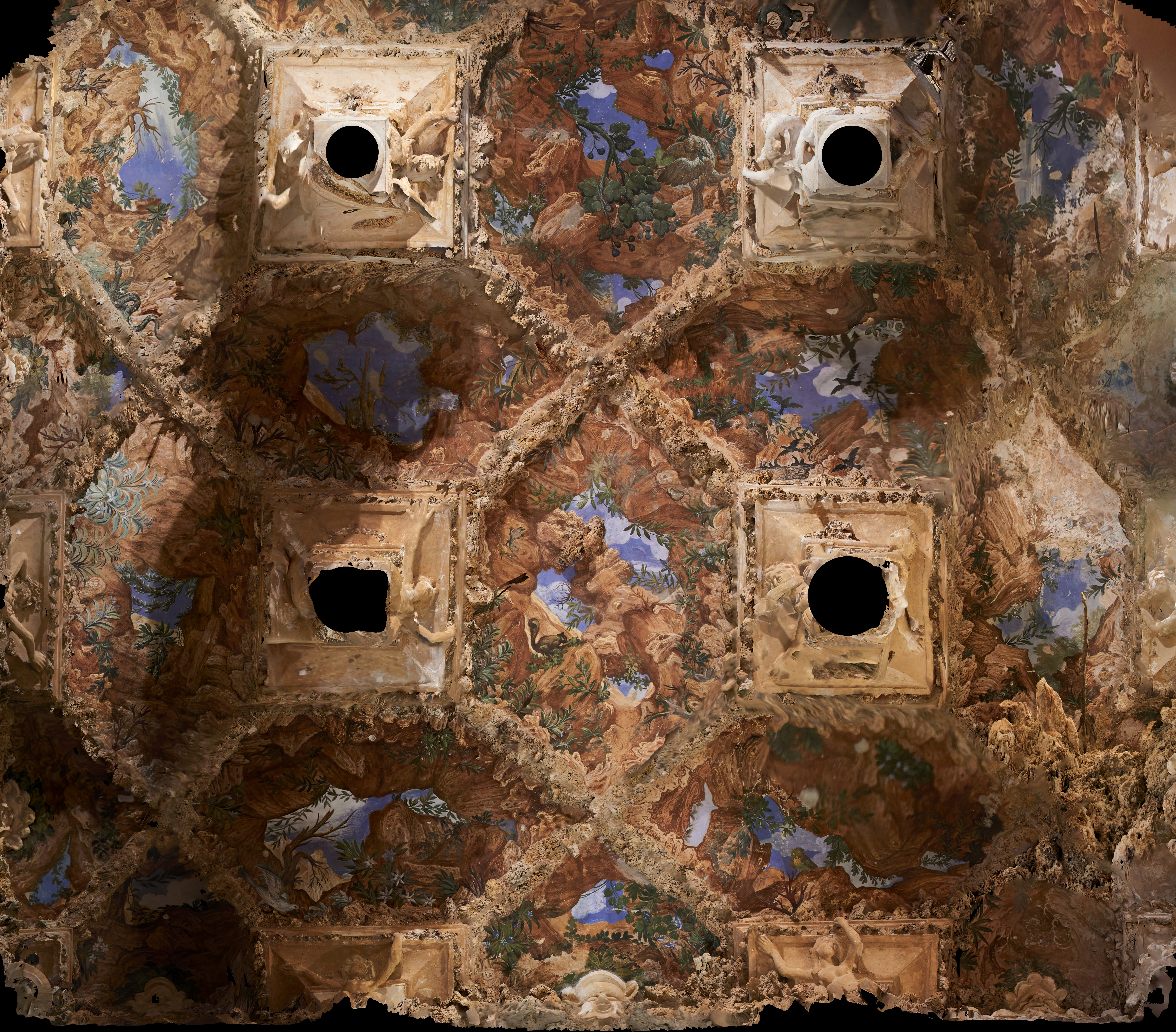
Affreschi sul soffitto

La grotta del Nettuno è un ninfeo seicentesco che si trova nel palazzo Ducale di Massa.

## Storia
Fin dal Cinquecento in Toscana si era diffusa per i palazzi signorili la moda dei giardini all'italiana e uno degli ambienti irrinunciabili era la "grotta", cioè la ricostruzione fantasiosa e complessa di grotte naturali, con sculture, pitture e giochi d'acqua, con vere concrezioni calcaree che venivano spesso asportate dalle grotte vere e riutilizzate dagli artisti.
Se la prima è considerata quella Degli animali nella villa medicea di Castello, di poco precedente alla grotta del Buontalenti a palazzo Pitti (1583-1593), quella di Massa è tra le ultime realizzate, e risale alle grandi opere di ammodernamento della residenza ducale messe in atto da Teresa Pamphilj, moglie del duca Carlo II Cybo-Malaspina, e che riguardarono sia gli interni che gli esterni del complesso.
Alessandro Bergamini, architetto e figlio di Giovanni Francesco che aveva ampliato il palazzo per il precedente duca Alberico II, nel 1695 venne incaricato di porre mano al piano nobile, dove realizzò un'alcova, e al cortile interno, dove creò il ninfeo e una fontana ottagonale, demolita nel 1722.
Nella realizzazione Bergamini guardò molto anche a modelli genovesi coevi, come quello di palazzo Podestà sulla Strada Nuova, in cui l'asse visivo composto da atrio, portico e cortile termina l'asse di mezzeria proprio con un ninfeo.

## Descrizione

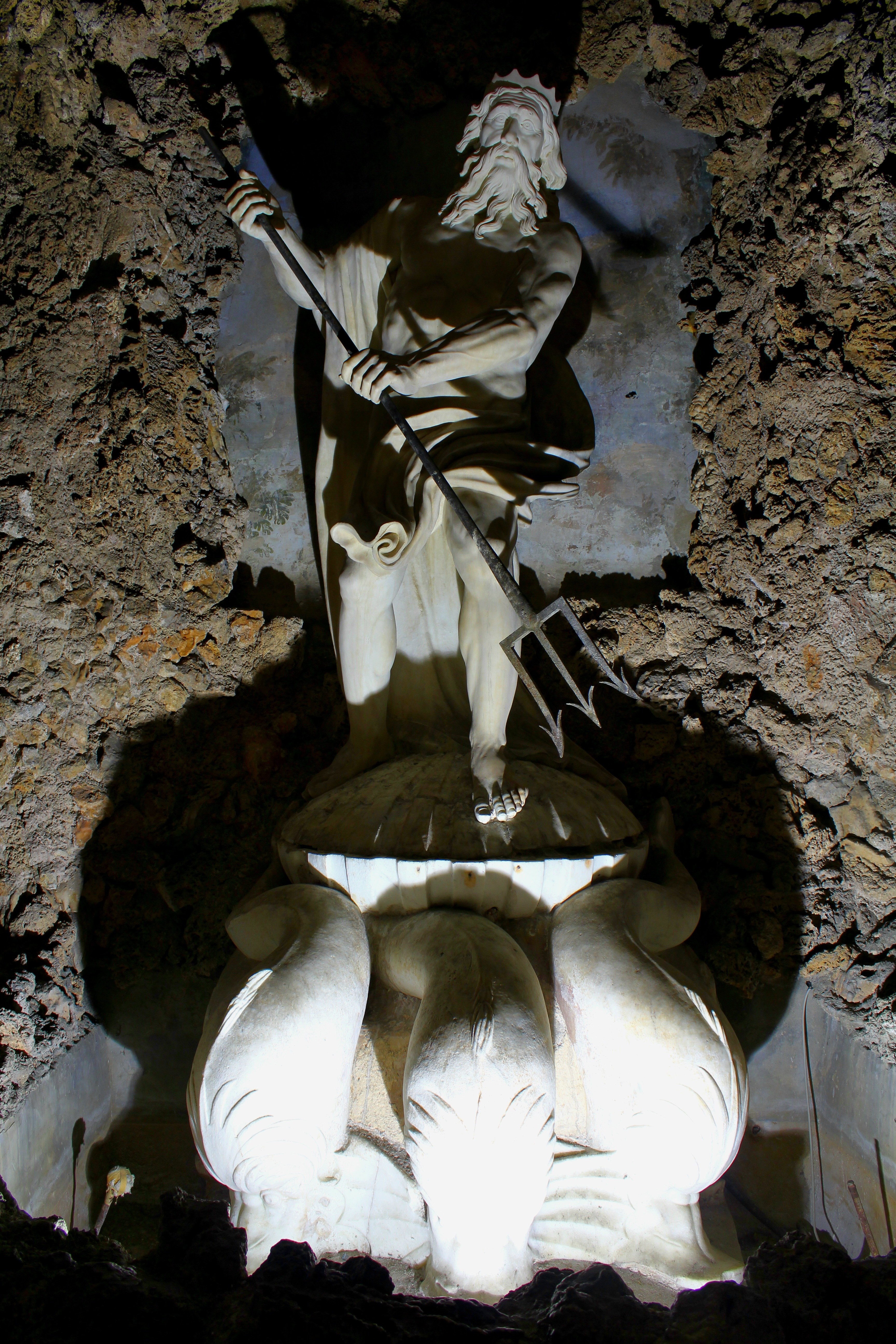
La statua di Nettuno

Il ninfeo è in asse con l'ingresso su piazza Aranci, in fondo al cortile. Al suo interno presenta uno scudo con le armi dei Pamphilj recante l'iscrizione "Theresia Pamphilj fecit anno 1695" mentre sugli architravi delle porte compare il nome di Carlo II e la data 1701: questi sono i limiti temporali della costruzione.
Si compone di un vasto ambiente rettangolare voltato con volte ribassate a crociera, che si appoggiano su colonne doriche al centro e lesene ai lati. Le due porte presenti conducono alla biblioteca Ducale quella sulla sinistra, all'ex teatro Ducale quella sulla destra. Sul fondo c'è la fonte fiancheggiata da due piccoli ambienti finestrati che illuminano la grotta.
Sulle pareti e sulle volte, a simulare una vera grotta, ci sono calcari che arrivano a lambire anche le lesene ed i capitelli delle colonne, formati da sirene in stucco che poggiano sull'abaco. Negli spazi non ricoperti dai calcari sono presenti mosaici polimaterici e affreschi a soggetto vegetale: le colonne stesse erano dipinte con tralci di foglie. Ai quattro angoli vi sono quattro erme che sorreggono sulla testa vasi ricolmi di frutta, a simboleggiare le quattro stagioni.
La grotta vera e propria, anch'essa ricoperta di incrostazioni calcaree, presenta due satiri che ne reggono l'ingresso e una statua di Nettuno che cavalca le onde sopra tre delfini marmorei. La scelta di questo tema è legata al desiderio di collegarsi con le origini marinare della famiglia Cybo.